# Depressaria daucivorella
Depressaria daucivorella is een vlinder uit de familie grasmineermotten (Elachistidae). De wetenschappelijke naam is voor het eerst geldig gepubliceerd in 1889 door Ragonot.
De soort komt voor in Europa.